# Васкес, Эфрен
Эфрен Васкес Родригес (исп. Efrén Vázquez Rodríguez; род. 2 сентября 1986, Баракальдо, Страна Басков, Испания) — испанский мотогонщик, участник чемпионата мира по шоссейно-кольцевых мотогонок MotoGP. В сезоне 2016 выступает в классе Moto2 за команду «IodaRacing Project SRL» под номером 17.

## Биография
Эфрен родился в семье домохозяйки и сантехника, который увлекался мотоспортом. Именно отец привил мальчику любовь к мотоциклам. Васкес с четырехлетнего возраста начал выступать в различных соревнованиях по мини-мото по всей северной Испании.
В 1995 году в возрасте 9 лет, Эфрен выиграл чемпионат Бискайи по мини-мото, повторив свой успех в двух следующих сезонах.
В 1998 году в 11-летнем возрасте, Васкес участвует в чемпионате Испании с мини-мото, где становится 4-м. В следующем году в соревнованиях он занимает 3-е место. В этом же году начинается его карьера в шоссейно-кольцевых мотогонках.
В 1999 году испанец принимает участие в Copa Aprilia в классе 50cc, где занимает 10-е место. В следующем сезоне он дебютирует в Copa Aprilia в классе 125cc.
Успешные выступления Эфрена привлекли внимание специалистов, и в 2004 году Альберто Пуч пригласил его принять участие в соревнованиях «Movistar Junior Cup», где среди 300 участников он занял 6-е место.
В 2005 году Васкес дебютировал в открытом чемпионате Испании в классе 125cc, где занял 4-е место. Следующий сезон был омрачен травмой, а именно переломом ключицы, но все равно он занял в соревнованиях 7-е место.
Эфрен дебютировал в чемпионате мира по шоссейно-кольцевым мотогонкам серии MotoGP в 2007 году в 20-летнем возрасте, что является сравнительно поздно для мотогонок. Проведя сезон в классе 250сс с командой «Blusens Aprilia Germany», с которой в 10 гонках завоевал лишь 1-е очко, он решил перейти в меньший класс 125сс. В сезоне 2008 года он в составе команды «Blusens Aprilia Junior» в 15 гонках сумел набрать 31 очко, что позволило занять 20-е место в общем зачете.
На сезон 2009 года Васкес перешел в заводской команды «Derbi Racing Team» от одноименного завода. Здесь он получил в свое распоряжение сильный мотоцикл (команда праздновала победу в зачете производителей в предыдущем сезоне), а его напарником по команде стал Пол Эспаргаро. В течение сезона результаты Эфрена незначительно улучшились, в общем зачете он набрал 54 очка и занял 14-е место.
В следующем году Васкес перешел в команду «Tuenti Racing», где продолжил выступать на Derbi. Уже в дебютной гонке сезона в Катаре Эфрен завоевал свой первый подиум в карьере, завоевав 2-е место. Добавив к этому 3-е место на Гран-При Сан Марино, испанец смог набрать 152 очка и занять 5-е место в общем зачете.
В чемпионате 2011 года Васкес выступал за команду «Avant-AirAsia-Ajo». В течение сезона вновь получил два подиумы (третьи места во Франции и Сан Марино), что позволило занять 7-е место в общем зачете.
В 2012-м Эфрен перешел в команду «JHK T-Shirt Laglisse», где ему пришлось привыкать к новому мотоциклу: сначала к Honda NSF250R (первый этап), впоследствии — до FTR M312. Наивысшим результатом испанца стало четыре 5-х места, что позволило занять в общем зачете лишь 10-е место.
Это побудило Васкеса к поиску новых возможностей, что воплотилось в подписании контракта для выступлений в сезоне 2013 с амбициозной индийской командой «Mahindra Racing». В течение года в серии доминировали исключительно гонщики на мотоциклах KTM RC250GP, Эфрен же не смог в полной мере реализовать свой потенциал. Поэтому на сезон 2014 испанец перешел к немецкой команды «SaxoPrint-RTG», где получил в свое распоряжение мотоцикл Honda NSF250RW.
Перед началом сезона инженеры Honda Racing Corporation существенно поработали над мотоциклом, что позволило успешно конкурировать с KTM RC250GP и прервать серию из 27 побед подряд, установленную на австрийской гонке. Имея в своем распоряжении сильный мотоцикл и большой опыт участия в соревнованиях, Васкес уже с первых этапов сезона начал демонстрировать сильные результаты. Так, в первых двух Гран-При сезона (в Катаре и Америке) Эфрен финишировал третьим; в четвертой гонке чемпионата, в Испании, финишировал вторым; а в десять, в Индианаполисе, испанец одержал первую победу в своей семилетней карьере. Победа позволила Васкесу по 8 этапов до окончания чемпионата закрепиться на 2-м месте в общем зачете. В своих успешных выступлений в сезоне испанец добавил еще одну победу в Малайзии и финишировал на 4-м месте в общем зачете.
На следующий сезон Эфрен перешел к другой немецкой команды, «Leopard Racing». Васкес, хоть и 5 раз в 18 гонках поднимался на подиум, однако не одержал ни одной победы. Из-за этого, а также из-за нестабильности результатов, он вынужден был довольствоваться лишь 8-м местом общего зачета.
На сезон 2016 испанец через возрастные ограничения класса Moto3 (в нем могут принимать участие спортсмены, возраст которых не превышает 28 лет) вынужден был перейти к Moto2, присоединившись к команде «IodaRacing Project SRL».